# Медведевка (Челябинская область)
Медве́девка — село в Кусинском районе Челябинской области. Административный центр Медведевского сельского поселения. 

## География
Расположено примерно в 13,5 километрах северо-западнее Златоуста, в непосредственой близости от посёлка Уртюшка.
Через село протекает река Артюш, которая впадает в Ай недалеко от населённого пункта.

## Население
| 2002 | 2010  |
| ---- | ----- |
| 1626 | ↘1571 |

По данным Всероссийской переписи, в 2010 году численность населения села составляла 1571 человек (717 мужчин и 854 женщины).

## Улицы
Уличная сеть села состоит из 23 улиц.